# Lista de prefeitos de Laranjal do Jari
Esta é a lista de prefeitos do município de Laranjal do Jari, estado brasileiro do Amapá.
| Nº | Nome                                                             | Imagem                | Partido                                          | Início do mandato       | Fim do mandato                          | Observações                                                                                               |
| 1  | Antônio de Jesus Santa Cruz                                      |                       | Partido da Frente Liberal PFL                    | 17 de dezembro de 1987  | 31 de dezembro de 1988                  | Prefeito nomeado pelo Governador do Estado para um mandato tampão até a realização das primeiras eleições |
| 2  | João Queiroga de Souza (Sousa, 01.03.1929–2000)                  |                       | Partido do Movimento Democrático Brasileiro PMDB | 1° de janeiro de 1989   | 31 de dezembro de 1992                  | Prefeito eleito em sufrágio universal                                                                     |
| 3  | Antônio de Jesus Santa Cruz                                      |                       | Partido da Frente Liberal PFL                    | 1° de janeiro de 1993   | 31 de dezembro de 1996                  | Prefeito eleito em sufrágio universal                                                                     |
| 4  | Manoel Gomes Coelho (Monção, 08.12.1952–Macapá, 29.03.2021)      |                       | Partido dos Trabalhadores PT                     | 1° de janeiro de 1997   | 31 de dezembro de 2000                  | Prefeito eleito em sufrágio universal                                                                     |
| 5  | Reginaldo Brito de Miranda (Macapá, 30.08.1964–)                 |                       | Partido Social Cristão PSC                       | 1° de janeiro de 2001   | 31 de dezembro de 2004                  | Prefeito eleito em sufrágio universal                                                                     |
| 6  | Euricélia Melo Cardoso (Monção, 19.04.1976–)                     |                       | Partido Progressista PP                          | 1° de janeiro de 2005   | 31 de dezembro de 2008                  | Prefeita eleita em sufrágio universal                                                                     |
| 6  | Euricélia Melo Cardoso (Monção, 19.04.1976–)                     | 1° de janeiro de 2009 | Partido Progressista PP                          | 31 de dezembro de 2012  | Prefeita reeleita em sufrágio universal | |
| 7  | Manoel José Alves Pereira, Zeca Madeireiro (Breves, 26.08.1977–) |                       | Partido Progressista PP                          | 1° de janeiro de 2013   | 31 de dezembro de 2016                  | Prefeito eleito em sufrágio universal                                                                     |
| 8  | Márcio Clay da Costa Serrão (Macapá, 20.04.1978–)                |                       | Partido Republicano Brasileiro PRB               | 1° de janeiro de 2017   | 31 de dezembro de 2020                  | Prefeito eleito em sufrágio universal                                                                     |
| 8  | Márcio Clay da Costa Serrão (Macapá, 20.04.1978–)                | Democratas DEM        | 1° de janeiro de 2021                            | 31° de Dezembro de 2024 | Prefeito reeleito em sufrágio universal | |
| 9  | Marcel Jandson Menezes, Teddy (Pinheiro, 29.03.1986–)            |                       | União Brasil UNIÃO                               | 1° de Janeiro de 2025   | Atualidade                              | Prefeito eleito em sufrágio universal                                                                     |